# حملة بسكاية
حملة بسكاية أو هجوم بسكاية جرى في مقاطعة بسكاية، وأجزاء من مقاطعتي ألافا وغيبوثكوا طوال ربيع 1937 خلال الحرب الأهلية الإسبانية.
خلال ذلك دارت سلسلة من المعارك والمواقع بهدف السيطرة على مقاطعة بسكاية، والتحديد على عاصمتها بلباو. وكان الاستيلاء عليها أساسيًا لكلا الجانبين، بسبب موقعها الاستراتيجي على أطراف كانتابريا التي تسيطر عليها الجمهورية، وبسبب صناعاتها الثقيلة ومصانع الأسلحة.

## المقدمة
كانت بسكاية أو فيزكايا إحدى ثلاث مقاطعات شكلت إقليم الباسك وتعرف باسم مقاطعات الباسك. على وجه التحديد كانت المقاطعة هي مركز معظم الصناعة في إقليم الباسك (بالإضافة إلى أحد أهم المراكز الصناعية في إسبانيا ككل)، خاصة في بلباو عاصمة منطقة الباسك المتمتعة بالحكم الذاتي والتي أنشأتها رسميًا حكومة الجمهورية الإسبانية الثانية بعد وقت قصير من بداية الحرب الأهلية، على الرغم من التخطيط لإنشائها منذ بداية 1936. والحكم الذاتي هذا كان مكافأة على دعم حزب الباسك القومي لمسألة الجمهورية؛ ومع ذلك فإن الأولوية السياسية لقومية الباسك في إقليمهم هي هيمنة حزب كاثوليكي محافظ مثل حزب PNV، وبسبب احتياجات الحرب كان عليه أن يتحالف مع الأحزاب اليسارية الوطنية ومع الجماعات الأناركية التي شكلت الدعامة الأساسية للجانب الجمهوري.
في سبتمبر 1936 وقف جيش الباسك برئاسة خوسيه أنطونيو أغيري والمكون من كتائب من مختلف الأيديولوجيات الموالية للجمهورية ضد قوات إميليو مولا فقط في فيزكايا والجزء الغربي من غيبوثكوا. كانت هذه أكثر المناطق كثافة سكانية في إقليم الباسك، ومن هناك تم شن هجمات محلية دون جدوى لطرد القوات المتمرّدة، الذي سيطر على مقاطعتي ألافا ونافارا. وبعد فشلهم كانت حكومة الباسك وقيادة جيش الباسك مقتنعين بالحاجة إلى التركيز بشكل أكبر على عقيدة دفاعية، بالنظر إلى القدرة الضعيفة لقوات الباسك في شن هجمات ضد قوات مولا القوية.

## الجيشين المتحاربين

### القوات الجمهورية
كان الجيش الجمهوري في الشمال بقيادة يانو دي إنكوميندا، لكن هذا الاتجاه كان رمزيًا أكثر من كونه فعالًا، على الرغم من وجود ثلاث مجموعات مختلفة -كانت قليلة التعاون فيما بينها- هي المسؤولة عن حماية أراضي الجمهورية في الشمال: أستورياس وسانتاندير وبسكاية. وفي حالة بسكاية كانت القوات في هذه المنطقة تتكون جزئيًا من جيش الباسك الذي استجاب لحكومة الباسك المؤقتة الجديدة بقيادة لينداكاري خوسيه أنطونيو أغيري.
ومع بداية الربيع تم تجميع 46 كتيبة مشاة ما مجموعه 30,000 رجل في فيزكايا موزعين على: 27 كتيبة من قوميين الباسك، و 8 من الاشتراكيين، والبقية كانت خليطًا من الشيوعيين وشباب JSU والفوضويين. بالإضافة إلى ذلك كان لديهم 10 كتائب أستورية ليست لديها شعبية قوية بين القوميين الباسك. حصلت هذه القوات على دعم 75 قطعة مدفعية بالإضافة إلى عدد قليل من دبابات T-26 وFT-17 (الأخيرة عديمة الفائدة). وفي الجو تمكن الباسك من الحصول على ما يقرب من 25 أو 30 طائرة، وهي مجموعة كاملة من الطائرات ذات السطحين المتقادمة التي تم الاستيلاء عليها أو شراؤها من تجار الأسلحة في فرنسا. كحالة فريدة من نوعها في إسبانيا الجمهورية منذ 18 يوليو 1936 كان هناك فيالق من القساوسة العسكريين، المكونة من 82 كاهنًا تعاونوا مع جنود الكتائب القومية.

#### الحزام الحديدي
في محاولة لمنع سقوط بسكاية بيد المتمردين، أقامت حكومة الباسك ما سمي بالحزام الحديدي، وهو خط دفاعي ثابت يتكون من حصون مختلفة ومعاقل أسمنتية، مخصص للدفاع عن بلباو، بعد تعليمات الجنرال ألبرتو دي مونتود إي نوجويرول الذي أشاد البعض بكفاءته الحربية وانتقدها آخرون.
على أي حال كونه مفهومًا عسكريًا استجاب هذا الخط لاستراتيجية الدفاع الثابتة من القيادة الفرنسية العليا في الحرب العالمية الأولى والتي أضحت فيما بعد فكرة مقبولة لدى غالبية الأركان العامة في العالم. ومع ذلك كان المسؤولون عن التصميم على وجه التحديد هم الذين جعلوا فشل الفكرة ممكناً بخيانتهم. وقد أعدم كلا من مورغا وأنجلادا بعد اكتشافهما وهما يحاولان تقديم خطط لعملاء المتمردين، ولكن نجح المهندس الملكي أليخاندرو غويكوتشيا في اجتياز الخطوط الأمامية، وأخذ معه كل الخطط والمعلومات الخاصة بالشبكة الدفاعية وسلمها للمهاجمين. الحقيقة أن الحزام الحديدي لم يكن حقاً خطاً مثالياً من التحصينات، على الرغم من احتوائه على نقاط ضعف شديدة، مما جعل باقي التحصينات غير مجدية في مواجهة الاختراق الهائل والمستمر.

### القوات المتمردة
كانت القوات في المنطقة تحت قيادة الجنرال مولا المتجمعة فيما كان يعرف باسم جيش الشمال. لعبت فرقة نافارا المنظمة حديثًا دورًا أساسيًا في جيش مولا، حيث استخدمت غيبوثكوا ليكون ميدان لعملياتهم في العام السابق. ضمت هذه الفرقة 18000 جندي، ومقسمة إلى أربعة ألوية بقيادة العقيد غارسيا فالينو وألونسو فيغا وغيرهم. حظيت الكتائب النافارية بدعم فرقة السهام السوداء (Flechas Negras) المكونة من 8000 جندي إسباني مع ضباط إيطاليين بقيادة العقيد ساندرو بيازوني. ومن ناحية أخرى كان لديهم أيضًا وحدات برية إيطالية بالكامل، مثل فرقة 23 مارس تعمل سويًا مع السهام السوداء.
ولدعم تلك القوات تجمعت 80 طائرة ألمانية في فيتوريا و 70 طائرة إيطالية وإسبانية أخرى متمركزة في مطارات أخرى في المنطقة. تضمنت البحرية القومية البارجة القديمة إسبانيا والطرادات كناريس وألميرانتي سرفيرا والمدمرة فلاسكو بالإضافة إلى عدد كبير من السفن الصغيرة. ومنذ اللحظة الأولى من بداية الحملة كان الكثير يعتقد أن بلباو يمكن غزوها في غضون ثلاثة أسابيع من بداية العمليات.

## العمليات البرية

### بداية الهجوم
في اليوم الذي قصف فيه الطيران الإيطالي دورانجو في 31 مارس 1937، والذي أسفر عن مقتل 250 مدنياً، بدأ هجوم المتمردين الكبير على بسكاية. وبعد قصف جوي ومدفعي مكثف ومنسق جيدًا تقدم العقيد كاميلو ألونسو فيغا يوم 1 أبريل إلى يمين الجبهة واحتل جبال ماروتو وألبرتا وجاريندو. وإلى الشمال من فياريال دي ألافا في وسط الجبهة كان هناك قتال عنيف حول أوكستانديو، وكانت تقصفها يوميا ما بين 40 و 50 طائرة. استمر القتال العنيف حولها بعد تطويق قوات الباسك، حتى احتلتها يوم 4 أبريل. وكادت قوات نافارا أن تحاصر المدافعين عنها. خلفت قوات الباسك 400 قتيل و 600 أسير. ثم قرر مولا وقف التقدم بسبب سوء الأحوال الجوية. ثم قرر مولا وقف العمليات مستغلاً الطقس السيئ وإعادة تنظيم قواته. وقد اشتكى الجنرال هوغو شبيرل من هذا التصرف.
بعد هذا الاحتكاك قامت وحدات الباسك بتحصين مواقع جديدة، وإجراء تعديلات جديدة في الحزام الحديدي. وقد تسبب الاستخدام التكتيكي للقاذفات الجوية على الرغم من عدم دقتها في إثارة قلق كبير وزاد من الكراهية لألمانيا. لهذا السبب تم حشد المزيد من الرجال ووصلت المزيد من المواد الحربية، بحيث أصبح لدى الباسك 140 قطعة مدفعية في 10 أبريل. وصل الجنرال السوفيتي البارز فلاديمير غوريف الذي لعب دورًا مهمًا في مدريد إلى بلباو، على الرغم من ذلك، فإن وصوله ووصول الجنود السوفييت الآخرين لم يحسن الأمور بقوة.
وفي 6 أبريل أعلنت الحكومة القومية في برغش حصارًا لموانئ الباسك. فحذرت الحكومة البريطانية سفنها التجارية من الذهاب إلى بلباو. إلا أن التجار البريطانيون كسروا الحصار ودخلوا موانئ الباسك. وفي 20 أبريل واصل القوميون هجومهم في بسكاية بعد قصف مدفعي مكثف. حاولت قوات الباسك بقيادة الرائد بابلو بيلدراين المقاومة لكن اللواء النافاري الأول بقيادة الكولونيل جارسيا فالينو كسر الجبهة واحتل إلغيتا.

### قصف غرنيكا

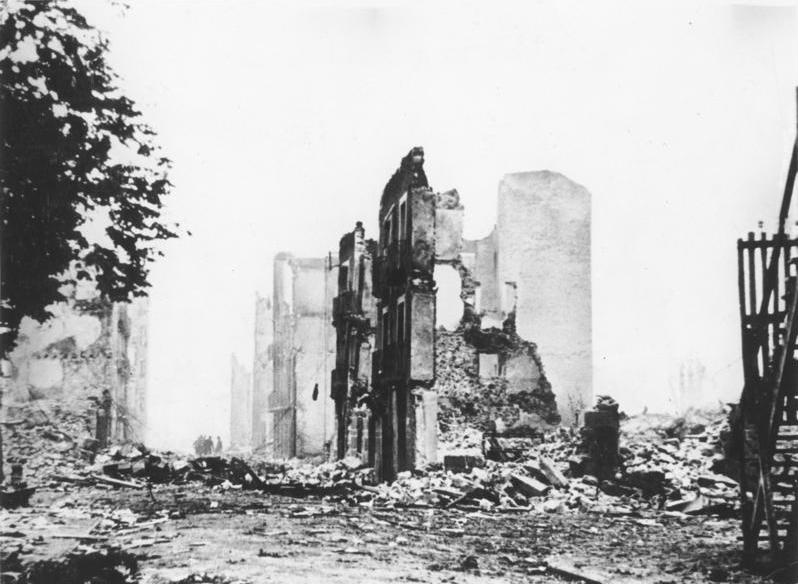
أطلال غيرنيكا بعد القصف.

كان على القوات المنسحبة من الجبهة أن تعبر غرنيكا للوصول إلى مواقع الحزام الحديدي. كانت مدينة غرنيكا العاصمة الثقافية والتاريخية لمنطقة الباسك. وكان عدد سكانها قبل الهجوم يبلغ حوالي 7000 شخص، بالإضافة إلى أعداد كبيرة من القوات المنسحبة واللاجئين الفارين من تقدم قوات فرانكو. في ذلك الوقت لم يكن لديها أي نوع من الدفاع المضاد للطائرات، رغم أن لديها ثلاثة مصانع أسلحة أحدها لصنع قنابل الطائرات.
بدأ الهجوم في الساعة 4:30 مساءً وعلى الرغم من أنه قيل لاحقًا إن الهدف من العملية كان ببساطة تفجير الجسر، فإن الحقيقة هي أن الجسر ومصنع أسلحة الموجودان في ضواحي البلدة كانا سليمين. إلا أن الهجوم كان مدمرا: فألقت القاذفات عددا كبيرا من القنابل زنة 250 كغم، ومن زنة 50 كغم، وأكثر من ثلاثة آلاف قذيفة ألومنيوم حارقة فوق المركز الحضري للمدينة. وفي غضون ذلك أطلقت مقاتلات هنكل 51 النيران على القوات والمدنيين الهاربين.

### توقف في العمليات
أدى سوء الأحوال الجوية إلى تأخير هجوم مولا ضد بلباو. وفي منتصف مايو تراجعت قوات الباسك إلى حد الحزام الحديدي تقريبًا، بينما استمر القصف وجرب فيلق كندور إطلاق قنابل حارقة فوق الغابات، لإجبار الجنود الجمهوريين على الانسحاب. ولزيادة تعقيد الأمور أدى تعيين أغيري القائد الأعلى لفيلق جيش الباسك (الذي أعيد تسميته بالفيلق الرابع عشر للجيش) إلى تعقيد علاقاته مع يانو دي إنكوميندا (الذي كان قائد جيش الشمال). ومع ذلك اتخذت الحكومة إجراءات بشأن تلك المسألة، وأرسلت هيئة الأركان العامة الجديدة من فالنسيا إلى جيش الشمال الجمهوري (الذي يعمل مع غوريف السوفيتي) القائد جومير أوليباري ليحل محل يانو دي إنكوميندا. وجاء إلى الشمال "كوعد بزيادة الفعالية.
يكمن تفسير زيادة فعالية الباسك تحت قيادة جامير في حقيقة أنه تمكّن من إقناع أغيري بالاستقالة من القيادة العليا. وفي غضون ذلك احتجزت السلطات الفرنسية الطائرات التي أرسلت لمساعدة الباسك من فالنسيا عبر فرنسا في تولوز. افترضت السلطات الجمهورية أن الخطوط الجوية الفرنسية قد تعاونت معهم بملء دبابات طائراتهم والسماح لهم بالوصول إلى بسكاية، ولكنها أعادتهم إلى فلنسية (بعد مصادرة بنادقها الآلية). وأخيرًا في 22 مايو غامر الطيران الجمهوري بإطلاق مقاتلاته عبر إسبانيا المتمردة في اتجاه بلباو. فوصلت سبع طائرات بسلام إلى وجهتها. وفي الأسابيع التالية أرسلت الجمهورية 50 طائرة أخرى من نوع "I-15" و I-16 "وناتاشا، ووصلت أيضًا بسلام.
خلال شهر مايو مستغلاً سوء الأحوال الجوية الذي منع استئناف هجوم المتمرّدين، تم تجنيد المزيد من الرجال للانضمام إلى فرق الباسك المهترئة التابعة لفيلق الجيش الأول الشهير في إوزكادي. بالإضافة إلى ذلك، فقد وصلت في بداية شهر يونيو شحنة جديدة من الأسلحة التشيكوسلوفاكية عن طريق السفن، ومنها 55 مدفع مضاد للطائرات و 30 مدفعية وسربين من مقاتلات «شاتوس». كما وصل عدد قليل من القادة الآخرين من مدريد، من بينهم الشيوعي الإيطالي الذكي نينو نانيتي الذي تميز في الفرقة 12 خلال معركة غوادالاخارا. في ذلك الوقت شنت الحكومة الجمهورية هجومين جديدين في أجزاء أخرى من إسبانيا من أجل صرف انتباه القوميين على جبهة بلباو. كان الأول هو هجوم وشقة على جبهة أراغون، بينما جرى الهجوم الثاني ضد شقوبية، على جبهة مدريد سييرا: فشل كلاهما حسم مصير بلباو. ومع ذلك لا يزال هناك حدث تمهيدي لآخر الأعمال في حملة الباسك.

### مقتل مولا
في 3 يونيو قتل الجنرال مولا بشكل غير متوقع بعد وقوع طائرته، ويعد هو الأب الروحي للمؤامرة العسكرية التي أشعلت الحرب الأهلية والهجوم الحالي في بسكاية. تحطمت طائرته على تل ألكوسيرو بالقرب من برغش. اعتاد مولا على استخدام الطائرة بشكل متكرر في رحلاته. ولا يوجد دليل على حدوث تخريب، على الرغم من موته ساهم ببروز فرانكو من خلال القضاء على «المدير» المنافس. وقد خلف الجنرال مولا في زعامة الجيش القومي في الشمال الجنرال دافيلا رئيس المجلس العسكري في برغش.

### الهجوم على الحزام الحديدي

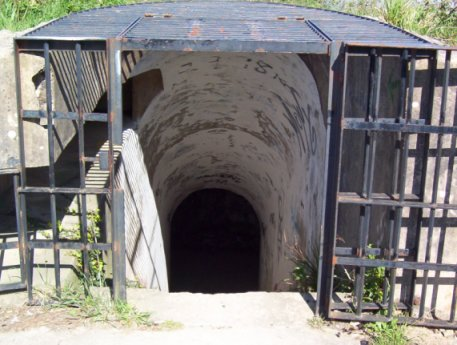
أحد مداخل الحزام في أرشاندا

في 11 يونيو استأنف جيش الشمال القتال. كان القصف الأولي لـ 150 مدفعية مصحوبة بهجمات جوية من فيلق الكندور والطيران الإيطالي مكثفًا بشكل خاص. وكسرت تلك الضربة مقاومة دفاعات الباسك التي تركزت على آخر مستوى من الدفاعات قبل «الحزام الحديدي» مباشرة. وعند حلول الظلام وصلت ثلاثة من ألوية نافارا الستة، إلى خط الدفاع الشهير. واستمر القصف طوال الليل. سقطت بعض القنابل الحارقة في مقبرة مجاورة، مما أدى إلى مشهد مروع مع الموتى. في هذا الموقف الأكثر إلحاحًا، كان بامكان غامير أن يعتمد على احتياطياته المكونة من 40,000 رجل، بعضهم كان من ميليشيات الأشتورية ومن سانتادير، وبالتالي لم يكونوا على علاقة جيدة مع وحدات الباسك. ومن الوحدات الناطقة باللغة الباسكية، كان نصفهم تقريبًا من الاشتراكيين والشيوعيين الذين لم يشاركوا أيضًا روح «مغامرة الباسك» التي ظهرت في وحدات PNV والجماعات القومية الباسكية الأخرى. وفي 12 يونيو قامت البطاريات والموجات الجديدة من الطائرات (وفقًا لهيو توماس شاركت 70 قاذفة قنابل في ذلك اليوم) بقصف الحزام الحديدي لعدة ساعات، ثم هاجم لواء نقطة على جبل غازتيلوميندي حيث النظام الدفاعي ضعيف وغير مكتمل. وعلى الرغم من حصانة الحزام الحديدي التي استغلتها الدعاية الجمهورية لفترة طويلة، إلا أن المصممون أنفسهم هم الذين بخيانتهم جعلوا سقوطها ممكناً. وكان الضابطان مورجا وأنجلادا قد قتلا في السابق بعد اكتشافهما وهما يحاولان تسليم خطط لعملاء المتمردين. لكن المهندس المؤيد للملكية غويكوتشيا تمكن من تجاوز الخطوط الأمامية، وأخذ معه كل الخطط والمعلومات المتعلقة بالإطار الدفاعي، وسلمها للمهاجمين.
وسبق بدء الهجوم قصف مدفعي عنيف، حتى لا يتمكن المدافعون من معرفة متى ينتهى القصف المدفعي ويبدأ الهجوم الحقيقي. وفجأة بدأ الارتباك من كل الجهات وسط الدخان وتحركات العدو، وخوفًا من محاصرتهم بدأت كتائب الباسك يالانسحاب. وهكذا كسر باوتيستا سانشيز خطوط الجمهوريين على جبهة طولها 800 متر تحت جنح الظلام. وأصبح المتمردون الآن على بعد 10 كيلومترات من مركز بلباو الحضري ويمكن لمدفعيتهم أن تقصفها متى شاءت، بالإضافة إلى الهجمات الجوية.

### القتال حول بلباو
في 13 يونيو انتقلت جميع القوات الجمهورية الباسكية التي كانت عند الخط الأخير من الحزام الحديدي إلى داخل العاصمة. فتعرضت معنوياتهم لانهيار شديد، مما يدل من وجهة نظر نفسية بوجود خطأ في النظام الدفاعي الثابت. وبدأ العديد من أهالي بلباو الاستعداد للرحيل إلى فرنسا. وبدأت السلطات الجمهورية الباسكية في تلك الليلة بالتحضير لإجلاء السكان من المدينة، مع أنه لم يكن هناك سوى المسؤولين والموظفين الرئيسيين في حكومة الباسك. وعقد اجتماع في فندق كارلتون فسأل أغيري القادة العسكريين عما إذا كانت بلباو في وضع يسمح لها بالدفاع عن نفسها: كانت الآراء متباينة، ولكن قررت حكومة الباسك في نهاية الاجتماع الدفاع عن العاصمة. من جانبه أصدر وزير الدفاع برييتو أوامر محددة بهذا المعنى. فقرر بوجوب تدمير جميع المنشآت الصناعية التي يمكن أن تكون مفيدة للعدو، لكن كان معظم السكان قد أجلوا غربًا نحو سانتاندير، مبشرين بالتخلي السريع عن عاصمة الباسك.
انسحبت حكومة الباسك إلى قرية تروسيوس تاركة في العاصمة مجلس دفاع بلباو يتألف من وزير العدل لايزولا والجنرال غامير وآخرين. في ظل تلك الظروف، كان انسحاب الحكومة المستقلة عملاً معقولاً، ولكن لا يمكن قول الشيء نفسه في حالة نافارو، رئيس البحرية المساعدة أوسكادي وقائد سلاح المدفعية والكثير غيرهم ممن فر. وفي 15 يونيو بفضل تدبيرات بوتز تم فتح خط لوقف تقدم الكارليين والإيطاليين: كان بيلديران في الشمال وبوتز في الوسط وإلى الجنوب نينو نانيتي. فشن الهجوم التالي على نقطة كشف فيها جيوغوشيا أن التحصينات غير مكتملة. وبعد قصف قوي من مدفعية وطيران فرانكو، فر رجال نانيتي عبر نهر نيرفيون دون تفجير الجسور خلفهم. ظل طريق بلباو السريع مفتوحًا. وفي اليوم التالي 16 يونيو أرسل وزير الدفاع إنداليسيو برييتو تلغرافًا إلى غامير يأمره بالدفاع عن بلباو بأي ثمن، وخاصة المنطقة الصناعية في المدينة.
على الرغم من تقدم المتمردين، فلم يكن هناك قصف جوي: لقد تعلموا بالفعل درس غيرنيكا. وفي الوقت نفسه اكتشف وزير الداخلية الباسكي خيسوس ماريا ليزولا أن هناك خطة لإحراق المدينة عند انسحاب القوات الجمهورية، فقام بإحباطها. استمر تقدم القوميين طوال اليوم. وعانت فرقة بوتز من خسائر فادحة. وعيّن الجمهوريون العقيد خوان كويتو إيبانيز قائدًا لأحد قطاعات المدينة في ظل الوضع اليائس. وفي 17 يونيو سقطت 20 ألف قنبلة على المدينة، فأصبحت بعض التلال والمنازل المعزولة في كر وفر عدة مرات على مدار اليوم. وفي خضم هذا الوضع صدر قرار بإخلاء المنطقة الصناعية، بالرغم من إخلاء بعض المعامل جزئيًا (تم إخلاء بعض المصانع بالكامل نظرًا لأهميتها)، إلا أن الحقيقة هي أن معظم المصانع قد أخليت تمامًا. وبدأ نقل الرجال والمواد من داخل المدينة إلى سانتاندير عن طريق السكك الحديدية أو باستخدام آخر طريقين سريعين؛ فأضحت تلك الطرق في مرمى مدفعية السهام السوداء الإيطالية التي واصلت تقدمها. وفي نهاية ذلك اليوم، قرر ليزولا تسليم السجناء السياسيين في سجون الجمهوريين إلى العدو لمنعهم من تركهم دون حراسة. وفي ذلك الوقت سيطر المتمردون على الضفة اليمنى لنهر نيرفيون بالكامل من المدينة إلى البحر ومعظم الضفة اليسرى إلى جسر السكك الحديدية. وفي 18 يونيو سحب الجنرال أوليباري ماتبقى قواته من المدينة؛ غادرت آخر تلك الوحدات المدينة فجر يوم 19 يونيو، بحيث أصبحت بلباو مهجورة في تلك اللحظة.

### سقوط بلباو والعمليات الأخيرة
وفي ظهر يوم 19 يونيو 1937 قامت دبابات القوميين باستكشاف سريع على طول نهر نيرفيون للتحقق من أن المدينة فارغة. فقد دمرت معظم جسور المدينة لجعل مرور قوات العدو أمرًا صعبًا، لكن المدينة ظلت سليمة، بما في ذلك صناعاتها المهمة للغاية التي ظلت على حالها على الرغم من أن بعض القادة الجمهوريين اقترحوا تدميرها حتى لا يستغلها المتمردون. بين الخامسة والسادسة مساءًا دخل لواء نافار الخامس بقيادة باوتيستا سانشيز المدينة وعلق العلم الأحمر والذهبي على شرفة مجلس المدينة إيذانًا بنهاية معركة بلباو. وانتقل زعماء الباسك إلى سانتاندير، وبعدها إلى برشلونة حيث شكلوا نوعًا من الحكومة المنفى.
وانتقل بعض القادة السياسيين الباسك إلى برشلونة ، حيث سيشكلون نوع من الحكومة في المنفى. في حين تولى الجنرال زامير مهمة سحب أكبر عدد ممكن من القوات نحو سانتاندير. وفي أثناء العملية قتل القائد الإيطالي لفرقة الباسك الثانية القائد نينو نانيتي. كان انسحاب غامير ورجاله سهلا بسبب أن فرانكو لم يكن في عجلة من أمره لمواصلة الهجوم بعد سقوط بلباو، على عكس الجنرال كيندلان رئيس الطيران الوطني الذي ندد بسخط.
وفي 22 يونيو بدأ المتمردون هجومهم الأخير على الضفة اليسرى، فاستولوا على باراكالدو وسيستاو وبورتغاليتي دون مقاومة تذكر. ثم تلتها بلديات منطقة التعدين. وفي 25 يونيو بدأت العمليات في مقاطعة إنكارتيري. فسقطت غالدامس وغينايس وغورديكسولا. وسقطت بالماسيدا في يوم 28. وفي الأول من يوليو سقطت كاررانزا وتروسيس ولانيستوسا، فأضحت كل بسكايا وإقليم الباسك بيد المتمردين.

## عمليات الدعم

### الجبهة البحرية: حصار كانتابريا
في 5 مارس 1937 قبل ثلاثة أسابيع ونصف من بدء الحملة الشمالية، وقعت معركة كابو ماتشيتشاكو بين الطراد المتمرد كناريس وأربعة زوارق من أسطول الباسك البحري المساعد الذين كانوا يرافقون سفينة تجارية ومعها المدمرة خوسيه لويس دييز. وفي فجر يوم 5 مارس شاهدت كناريس الزورق جيبوزكوا -الذي فقد الاتصال مع القافلة المكونة من جالدامس ومرافقيها أثناء الليل بسبب العاصفة- فأطلقت النار عليه، فتسبب بوقوع أضرار فيها، ولكن تمكن جيبوزكوا من ضرب كناريس. وفي تلك الأثناء حرر الزورق بزكايا سراح السفينة التجارية يوركبروك التي ترفع علم إستونيا، بعد أن أسرها كناريس (كانت تحمل حوالي 460 طنًا من المواد الحربية للجمهورية) ونقلها إلى بيرميو. ثم التقت بقية القافلة بكناريس التي فتحت النار على جالدامس فأصابتها، مما تسبب بتوقف محركات السفينة التجارية واستسلامها. خاض الطرادان الباسكيان نابارا ودونوستيا معركة مع كناريس، فغرقت نابارا، أما دونوستيا فتمكنت من الهرب إلى ميناء فرنسي، لكن كلاهما تمكن من ضرب كناريس. ولم تشارك مدمرة البحرية الجمهورية خوسيه لويس دييز في المعركة لأن قائدها ادعى حدوث عطل وتوجه إلى ميناء بوردو الفرنسي. كما لم تتدخل الغواصات C-2 و C-5 أو زورق الطوربيد T-3 في المعركة.
في 31 مارس 1937 بدأت قوات الجنرال مولا الحملة الشمالية بهجوم بسكاية، وتقدمت من مواقعها في غيبوثكوا وألافا، حيث وصلت إليها بعد حملة غيبوثكوا في سبتمبر من العام السابق، وبدعم من البحرية المتمردة بتسهيل التقدم البري على طول ساحل الباسك بالنيران البحرية وسد وتقويض موانئ كانتابريا لمنع القوات الجمهورية من الإمداد. شاركت البارجة إسبانيا أيضًا في حصار المتمردين لساحل كانتابريا، وفي 30 أبريل اصطدمت بلغم من ألغامها (ربما زرعها جوبيتر). وغرقت قبالة سانتاندير. تم إنقاذ الطاقم من قبل فيلاسكو.
بمجرد بدء الهجوم، كرر حاكم الباسك أغيري لحكومة فالنسيا طلب المدمرات الأربعة والغواصات الثلاث (وخاصة الطيران) ولكن تم إرسال غواصتين فقط (C-4 و C-6) إلى بحر كانتابريا) والمدمرة سيسكار التي تم استلامها حديثًا. وسرعان ما قدم قائدا سيسكار وخوسيه غارسيا بريسنو دليلاً على إهمالهما وولائهما المشكوك فيه للجمهورية، وهو ما امتعض به أغيري لوزير الدفاع إنداليسيو برييتو. وعلى عكس C- 4 و C-2 فإن C-6 التي يقودها ضابط روسي وقفت في وجه الأسطول المتمرد.
أصبح الوضع غير محتمل مع تشديد قوات مولا للحصار على بلباو، حتى أن الرئيس أغيري أمر بإلقاء القبض على أطقم المدمرتين سيسكار وخوسيه لويس دييز واستبدالهم بأعضاء من متطوعي البحر، وهي الهيئة التي أنشأتها حكومة الباسك لتوفير أطقم الزوراق وغيرها من السفن التابعة لبحرية الباسك المساعدة. ومع ذلك لم يتحسن سلوك أطقم خوسيه لويس دييز وسيسكار كثيرًا مع التغيير، بدلاً من ذلك فإنهم قبل أربعة أيام من سقوط بلباو فروا إلى ميناء فرنسي، حيث فر قادتهم وبعض الضباط.

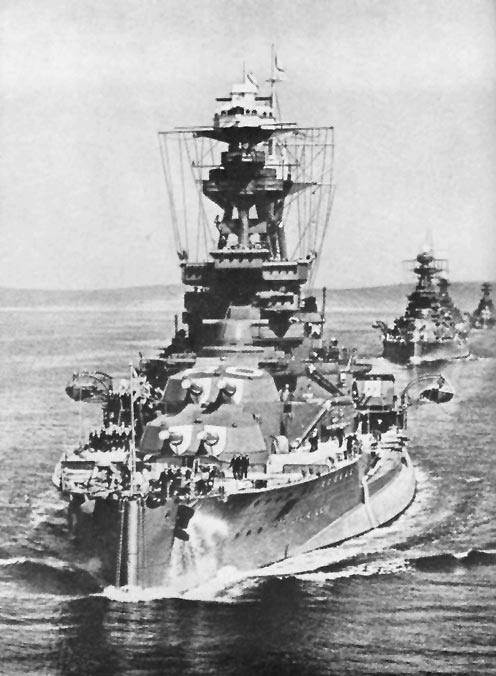
البارجة البريطانية رويال أوك. هي إحدى سفن البحرية الملكية التي كانت تحمي التجار البريطانيين المتجهين إلى بلباو.

جاءت المساعدة الفعالة الوحيدة التي تلقاها المحاصرون في بسكاية من البحرية البريطانية، التي كانت تحمي تجارها من سفن البحرية الفرانكوية حتى المياه الإقليمية الإسبانية، حيث يصل الطعام بسهولة نسبيًا (وليس العتاد الحربي منذ الشحن التجاري (نقل الأسلحة إلى إسبانيا يحظر عليه قانونًا). بالإضافة إلى أن هناك تيار من التعاطف مع الباسك بين الرأي العام البريطاني الذي زاد بفعل تصرفات حكومة الباسك في الأشهر الأولى من الحرب، ومنع الاضطهاد الديني والعنف الذي اندلع في بقية المنطقة الجمهورية، ومن خلال التفجيرات الرهيبة التي تعرضت لها دورانجو وغرنيكا والتي صدمت المجتمع البريطاني، بما في ذلك أكثر القطاعات الموالية لفرانكو. ذهب وزير الخارجية المحافظ أنتوني إيدن إلى حد القول في مجلس العموم في 20 أبريل 1937: «إذا كان علي أن أختار في إسبانيا، أعتقد أن حكومة الباسك سوف تتوافق مع نظامنا أكثر من نظام فرانكو أو الجمهورية». وكانت اللحظة الأكثر أهمية في 6 أبريل عندما منع الطراد ألميرانتي سيرفيرا سفينة ثوربهال التجارية البريطانية من دخول ميناء بلباو، مما تسبب في التدخل السريع لثلاث مدمرات بريطانية، فأجبر ألميرانتي سيرفيرا على الانسحاب. على الرغم من أن الحكومة البريطانية قد حذرت ملاك السفن البريطانيين من المخاطر التي قد تصيب سفنهم قبالة سواحل الباسك. ومع ذلك فإن إحدى السفن التجارية التي بها حمولة 3600 طن من الطعام قادمة من سان جان دو لوز. دخلت ميناء بلباو في صباح اليوم التالي، مؤمنة بالضمانات التي قدمتها حكومة الباسك بأنها لن تتعرض لأي خطر عند وصولها إلى المياه الإقليمية الإسبانية ودخولها ميناء بيباو، فاستقبلتها الحشود واحتفت حكومة الباسك بالقبطان. وفي 22 أبريل ذهبت ثلاث سفن تجارية بريطانية أخرى إلى البحر (ماكريغور وهامسترلي وستانبروك) ولكن أوقفهم الطراد ألميرانتي سيرفيرا، مما أدى إلى تدخل الطراد هود ومعها مدمرة. وكذلك قامت السفن الحربية البريطانية بحماية السفن التي أجلت آلاف اللاجئين، بعضهم كان يحمل أطفالًا حصريًا عندما كان سقوط بلباو وشيكًا والذي جرى في 19 يونيو.
وفي 27 أغسطس بعد يوم من الاستيلاء على سانتاندير أوقفت القوات المتمردة صعود جنود جيش الباسك في سانتونيا على متن سفينتين تجاريتين بريطانيتين بوبي وسبن سيز سبراي بموجب اتفاقية جرى التوصل إليها مع ضباط إيطاليين في CTV، ولكن رفضته القيادة القومية.

### القصف الجوي على بسكاية

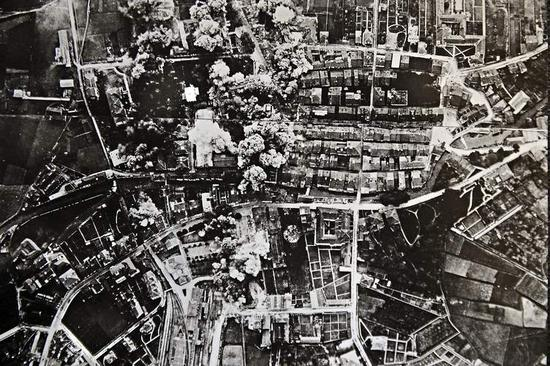
صورة جوية لقصف دورانجو التقطتها إحدى الطائرات الإيطالية المنفذة للهجوم

كان لدى القوات المتمردة عند الهجوم حوالي 70 طائرة إيطالية من الفيلق الجوي وحوالي 80 طائرة ألمانية من فيلق كندور. بدأ الهجوم على وجه التحديد في 31 مارس 1937 بقصف مدينتين في عمق إقليم الباسك: دورانجو وإيلورايو. كان قصف دورانجو من أفظع قصف مدني في الحروب الأهلية، فلم تشكل المدينة أي هدف عسكري مهم، لذلك كان القصد منه تخويف السكان المدنيين، كما حدث بالفعل في مدريد بعد فشل الهجوم الأمامي على المدينة في منتصف نوفمبر 1936. نفذ الهجوم اثنتا عشرة طائرة إيطالية من طراز سافويا مارشيتي S.M.81 مما تسبب في دمار واسع النطاق والقتلى الذين تجاوز عددهم 250 شخصًا ومعظمهم من المدنيين، وكثير منهم كانوا يحضرون القداس في الصباح الباكر. لهذا كان من بينهم قسيس وإحدى عشرة راهبة منعزلة. كانت تلك هي المرة الأولى التي تعرض فيها سكان موجودون في العمق لهجوم جوي بهذه الطريقة العنيفة في بسكاية. وكان الهدف الواضح هو إحداث فوضى. وعلى الجبهة الشمالية كان ذلك أول قصف جوي لمدينة مسالمة، مما أثار موجة من السخط. وأكد القنصل البريطاني في بلباو الذي زار دورانجو بعد القصف: أن العملية "تفوق بكثير [القصف] الذي شهده في الحرب العظمى لشراستها ومرارتها".
وفي نفس اليوم جرى قصف إيلورايو مرتين بواسطة ثماني طائرات مارشيتي S.M.81 الإيطالية. كانت الأوامر التي تلقتها مجموعة القصف الإيطالية التي كان من المقرر أن تنفذ المهام فوق إلوريو ودورانجو هي استخدام القنابل الثقيلة وتكرار الهجمات عدة مرات حسب الضرورة لمنع وصول التعزيزات إلى القطاع المتضرر. لكن التوقعات العسكرية بتقدم سريع لقوات المتمردين لم تتحقق. وتعرضت لهجمات مماثلة كل من أوكستانديو وإيرموا وإلغيتا وغيرايكايتز.
تعرضت بلباو ومنطقتها الصناعية إلى قصف شبه يومي من طيران المتمردين بفضل التفوق الذي تمتعت به خلال هجوم الشمال، والتي اشتكت منها سلطات الباسك مرارًا وتكرارًا إلى حكومة بلسية («نقص الدفاعات يخلق قوات [و] انطباع سيئ عميق»، تقرير لأغيري في 8 أبريل)، وطلب منهم إرسال طائرات لوقف تقدم المتمردين ("أصبح الوضع خطيرًا للغاية، ففي كل لحظة لا يوجد امكانية كافية للقوات التي يمكن أن تنهار بسرعة"، حسبما أفاد أغيري في 23 أبريل). وكان أخطر قصف هو الذي وقع يوم الأحد 18 أبريل، وأودى بحياة 67 شخصاً في بضع دقائق بينهم عدة نساء وأطفال، وأصيب 110 بجروح. كانت الطائرات المهاجمة ست طائرات فيلق كندور ألمانية (ثلاث طائرات من طراز هاينكل إتش إي 111 وثلاث طائرات دورنير دو 17، وأسقطت مقاتلات جمهوريون إحداها). وفي بعض المناسبات كان ما أسقطته الطائرات عبارة عن منشورات تطالب باستسلام المدينة موقعة من الجنرال مولا.
وفي يوم الاثنين 26 أبريل جرى قصف غرنيكا، وهو القصف الذي كان له دون أدنى شك أكبر أثر على المنطقة الجمهورية وعلى الرأي العام الدولي للحرب الأهلية الإسبانية بأكملها. على الرغم من حدوث قصف سابق بعد الساعة 4 عصرًا نفذته ثلاث طائرات مارشيتي الإيطالية وطائرة دورنير الألمانية، إلا أن الجزء الأكبر من الهجوم وقع في الساعة 6 مساءً بواسطة 19 طائرة يونكرز يو 52 من فيلق كندور التي أطلقت قنابل متفجرة وحارقة حولت بلدة غيرنيكا إلى رماد (تم تدمير أكثر من 70٪ من المباني). بالإضافة إلى ذلك قامت كل من فيات سي أر 32 الإيطالية ومسرشميت بي اف 109 المرافقة للمقاتلين بإطلاق النار على السكان المدنيين داخل وحول المدينة الذين حاولوا الفرار. على الرغم من ادعاء المهاجمين أن الهدف كان تدمير الجسر لجعل انسحاب قوات جيش الباسك صعبًا، فإن استخدام القنابل الحارقة وعدد الطائرات المستخدمة يثبت أن الهدف كان تدمير المدينة وبث الذعر بين السكان المدنيين (مات ما بين 250 و 300 شخص [على الرغم من أن بعض الدراسات الحديثة خفضت الرقم إلى 126]، وهو رقم مرتفع نسبيًا لأنه يمثل حوالي 5٪ من سكان غيرنيكا في ذلك الوقت). بأعجوبة تم إنقاذ مبنى مجلس غرنيكا وشجرة غرنيكا، بالإضافة إلى الجسر الذي ظل سليماً على الرغم من كونه الهدف المفترض للمهاجمين. نظرًا لأن التداعيات الدولية للقصف كانت هائلة، خاصةً بفضل المقالات التي كتبها جورج ستير مراسل صحيفة التايمز اللندنية، فقد اخترعت دعاية فرانكو الكذبة القائلة بأن المدينة قد دمرها الجمهوريون أنفسهم، وهي كذبة استمرت طوال فترة الحرب وأثناء ديكتاتورية فرانكو بأكملها تقريبًا. ساهم تأثير القصف بشكل كبير في حقيقة أن هذا هو الموضوع الذي اختاره الرسام بابلو بيكاسو للرسم الذي طلبته الحكومة الجمهورية للجناح الإسباني في معرض باريس الدولي (1937). وما زال المؤرخون يناقشونه هو ما إذا كان قصفها كان بمبادرة ألمانية من فيلق كندور أو أمر من قبل الجنراليسيمو فرانكو.
بعد غيرنيكا استمر القصف على بلباو والمنطقة الصناعية. وكانت صفارات الإنذار تدق كل يوم، مما تسبب في الخوف بين السكان. وفي 12 مايو قامت ثلاث طائرات من طراز هاينكل إتش إي 111 واثنتان من طراز دورنير دو 17 من فيلق كندور بإلقاء قنابل على مستودعات Campsa، مما أدى إلى اشتعال النيران فيها. وبعد ثلاثة أيام أسقطوا منشورات تحث السكان على الاستسلام. وفي نفس الشهر من مايو قصف فيلق كندور الغابات بالقنابل الحارقة، لإجبار الجمهوريين على الانسحاب. وبدءًا من 22 مايو أرسلت الجمهورية حوالي 50 طائرة من الموسكاس وتشاتوس إلى مطارات الباسك عبر الأراضي التي يسيطر عليها فرانكو، والتي فقدت 5 منها. وفي 11 و 12 يونيو جرى قصف مكثف على الحزام الحديدي في بلباو قبل الهجوم المدفعي وتقدم القوات. وفي 14 يونيو شن المقاتلات هجمات منخفضة المستوى على طريق بيلباو - سانتاندير السريع، وهاجموا القوات والمدنيين الفارين من بلباو، وقد سقطت في أيدي قوات المتمردين في اليوم التالي.
كانت الرغبة المدمرة لحملة بسكاية، وفقًا لشهادة بعض الضباط الألمان، قرارًا صريحًا لجنرالات الجانب المتمرد. على سبيل المثال أشار فون ريختهوفن إلى إصرار الجنرال مولا على أن قاذفات فيلق الكندور تدمر صناعة بسكاية، وهي فكرة اعتبرها حمقاء: «أن تدمر على الفور شيئًا تريد أن تأخذه بعد فترة وجيزة». من ناحية أخرى أدرك الضباط الألمان في فيلق كندور أن أحد أهداف القصف هو «إثارة رعب شديد بين السكان المدنيين، وبهذه الطريقة لن يكون سهلًا على العدو فرض النظام والهدوء على شعب كان قد تم ترويعه من قبل»، وفقًا لتقرير أعده ضابط ألماني بمجرد انتهاء حملة بسكاية في منتصف يونيو 1937.

## النتائج
لم تكن هناك أعمال انتقامية فورية، وسجن عدد قليل من المدنيين، لكن الغزاة شرعوا على الفور في تدمير المشاعر الانفصالية عند الباسك. حيث فصل المعلمين الذين وقفوا إلى جانب الجمهورية أو حكومة الباسك. وظلت الصناعة الثقيلة في بلباو على حالها حتى النهاية ولم يتم تدميرها في اللحظات الأخيرة؛ وزار المهندسون الألمان أفران الصهر ومناجم الحديد ومصانع الدرفلة في بلباو، فوجدوها سليمة لمواصلة الإنتاج في المستقبل. حدث الشيء نفسه مع مصنع غالداكو الكيميائي المهم، وهو الصناعة الإسبانية الوحيدة القادرة على تصنيع قنابل المدفعية (أنتجت بسكاية نصف المتفجرات في كل إسبانيا). ومع سقوط بلباو أصبحت نقاط الاتصالات الرئيسية الثلاث في إسبانيا في يد فرانكو (الاثنان الآخران هما فيغو وملقة).
كان سقوط بلباو وكامل مقاطعة بسكاية بمثابة ضربة قاسية للجمهورية، حيث خرج منها أهم أقطابها الصناعية والتعدينية، مما أدى أيضًا إلى تضخم قوة الجانب المتمرد. أما ما سمي بجبهة الشمال فقد كانت كارثة، لأنها كانت إحدى النقاط الرئيسية التي استند عليها دفاع المقاطعتين الأخريين التي بيد الجمهوريون: سانتاندير وأستورياس. ومع سقوط بلباو نشأت أيضًا مشكلة ذات طبيعة سياسية، لأنه عندما سقطت مقاطعة الباسك الأخيرة في أيدي القوميين، فلم يعد القتال بالنسبة لغالبية أعضاء جيش الباسك وPNV منطقيًا، وهذا ما سيظهر خلال القتال في سانتاندير. وهو الشيء الذي ظهر خلال القتال في سانتاندير مع ما يسمى بميثاق سانتونيا.
كان فرانكو والمنتصرون قاسيين للغاية في المعاملة التي قدموها للمقاطعة المحتلة وإلى غيبوثكوا، التي احتلت قبل عدة أشهر. وبموجب المرسوم بقانون رقم 247. اعتُبرت المقاطعات خائنة، وألغت الاتفاقية الاقتصادية التي كانت قائمة في تلك المناطق، وحظرت لغة الباسك، وتعرض كل من تعاون مع حكومة الباسك والسلطات الجمهورية للقمع الشديد أو الإعدام.